# Nikolai Burobin
Nikolai Burobin   (Púixkino, 25 de maig de 1937) és un ex-jugador de voleibol rus que va competir sota bandera soviètica durant les dècades de 1950 i 1960.
El 1964 va prendre part en els Jocs Olímpics de Tòquio, on guanyà la medalla d'or en la competició de voleibol. En el seu palmarès també destaquen dues medalles d'or (1960 i 1962) i una de bronze (1966) al Campionat del Món de voleibol, una d'or a la Copa del Món de voleibol de 1965 i dues de bronze (1958 i 1963) al Campionat d'Europa.
A nivell de clubs jugà amb l'Energiya Moskva i CSKA Moskvà. Amb el CSKA guanyà sis edicions de la lliga soviètica (1958, 1960, 1961, 1962, 1965 i 1966) i dues copes d'Europa (1960 i 1962). Un cop retirat va exercir d'entrenador en diversos equips.